# Enterprise csillaghajó
A mindenkori Enterprise csillaghajó – pontos nevén USS Enterprise – tradicionálisan a Csillagflotta (eredetileg Egyesült Föld Csillagflotta) zászlóshajója a Star Trekben. A hajókhoz legendás tettek kötődnek, mindegyik hajó és legénységük nagy tetteket vitt véghez. Az Enteprise csillaghajó, mint minden más Csillagflotta-hajó, diplomáciai, katonai és felderítő feladatokat lát el.

## A kezdetek:XCV 330ésNX-01
Az első Star Trekben szereplő Enterprise űrhajó kronológiailag az XCV 330 jelű űrhajó volt 2143 előttről, ami csak képen és modellként jelent meg, a küldetéseiről semmit nem tudni. A gyűrűs szerkezete alapján feltehetően vulkáni technológiát is tartalmazhatott.
A másik híressé vált Enterprise csillaghajó az NX osztályba tartozott, és Jonathan Archer kapitány parancsnoksága alatt állt. Az NX-01 kódjelű hajó Zefram Cochrane és dr. Henry Archer közös álmának végterméke, az első olyan földi csillaghajó, mely képes volt elérni az 5-ös szubtéri fokozatot. A hajó 2151-ben indult első küldetésére, mely elindította az emberek és a klingonok közötti kapcsolatfelvételt. A hajó legénysége a küldetésük alatt baráti kapcsolatot alakított ki a Föld és más bolygóközi fajok között, mely végül a Bolygók Egyesült Föderációjának megalapításához vezetett 2161-ben. A hajó feltehetően harcolt a Romulán Háborúban is. A hajót 2161-ben vonták ki a forgalomból, miután megjelentek az első hetes fokozatra képes földi hajók. (Kontinuitási hiba, hogy ezeket a hajókat és legénységüket az időben később játszó sorozatokban nem említik, mert azok készülésekor az Enterprise sorozat, ahol feltűntek még nem létezett.)

## Egy új legenda:NCC-1701
2245-ben siklott ki a szárazdokkból korának legjobb hajója, a Constitution osztályú, NCC-1701-es kódjelű USS Enterprise, Robert April kapitány parancsnoksága alatt. Aprilt Christopher Pike váltotta fel, őt követte James Tiberius Kirk. Kirk kapitány parancsnoksága alatt, a hajó ötéves küldetése megalapozta a Csillagflotta aranykorát. Kirk és legénysége gyakran ütközött meg a klingonokkal és a romulánokkal, s az Enterprise mindig felülmúlta az ellenséges csillaghajókat.
A hajót 2270-ben, Kirk első küldetése után átépítették, külső-belső berendezéseit modernizálták. Az újjáépített Enterprise első küldetése a fenyegető V'Ger szonda megfékezése volt. A hajó súlyosan károsodott nem sokkal ezután a Khan Noonien Singh elleni csatában, majd 2285-ben elpusztult, mikor Kirk admirális egy "öngyilkos trükkel" elpusztította a hajót megszálló klingonokat a Genezis bolygó pályáján a hajó önmegsemmisítésével.

## Tisztelgés a nagy elődnek:NCC-1701-A
Közvetlenül miután 2286-ban Kirk admirálist parancsmegtagadás miatt lefokozták kapitánnyá, ő és emberei új hajót kaptak a közben egy, a Földet fenyegető idegen szonda ártalmatlanításáért tett erőfeszítéseikért: a USS Enterprise NCC-1701-A kódjelű, fejlesztett Constitution osztályú csillaghajót. A hajó külsőre teljesen megegyezett azzal, amit Kirk a Genezis bolygónál felrobbantott, csak az NCC-1701 helyett az NCC-1701-A kódjel szerepelt a hajón. Az eredetileg USS Yorktown néven futó hajó műszaki felszereltségében túltett elődjén, noha útjára indításakor már kezdett elavulni. Az Excelsior osztály hadrendbe állításával pedig végleg elavult. A hajó két nagy küldetésen vett részt. Az elsőn Spock féltestvére, az illogikus Sybok ragadta el a hajót, hogy megkeresse a titokzatos Sha'Ka'Ree bolygót, s rajta Istent. A küldetés a Galaxis középpontjába vezette az Enterpriset, ahol egy hamis "istenséggel" és egy orvul támadó klingon Ragadozómadárral kellett szembenéznie. A második küldetésen az Enterprise és a USS Excelsior (NCC-2000) a Klingon Kithomeren megakadályozta a Föderáció és a Klingon Birodalom közötti fegyverszünet megkötése elleni összeesküvést, és a Föderáció elnöke elleni merényletet, utat nyitva így a békének. Kirkék így összesen háromféle Enterprise csillaghajón szolgáltak. A Constitution osztályú Enterprise-t ezután, 2293-ban véglegesen leszerelték.

## Katasztrofális küldetés:NCC-1701-B

A USS Enterprise NCC-1701-B az űrdokkban

Az Excelsior osztály fejlesztett változatába tartozó NCC-1701-B kódjelű csillaghajó az NCC-1701-A leszerelése után nem sokkal állt hadrendbe, John Harriman kapitánysága alatt. A hajó próbaútján még nem építették be a támadó és védelmi fegyvereket, s ez később komoly gondokat okozott. A próbaúton részt vett Kirk kapitány, Scott főgépész és Chekov biztonsági parancsnok, az NCC-1701 és NCC-1701-A főtisztjei. A próbaút folyamán a hajó a Nexusnak nevezett energiasávban rekedt El'Aurian hajók segítségére sietett, s ott súlyos károkat szenvedett. Bár sokakat meg tudott menteni a legénység, Kirk kapitányt elnyelte a Nexus.

## Hősies önfeláldozás:NCC-1701-C

A USS Enterprise NCC-1701-C

Keveset tudunk az Ambassador osztályba tartozó NCC-1701-C kódjelű Enterprise csillaghajóról. A hajó a Romulánok ostromolta Narendra III bolygót, és a bolygón élő klingonokat védte, s elpusztult a csatában. A legénység önfeláldozása sokat segített a Föderációs-Klingon kapcsolatok elmélyítésében.
Egy tér-idő-anomália hatására a hajó két évtizedet ugrott előre az időben, mielőtt még a romulánok elpusztították volna. Ez egy alternatív univerzum kialakulását eredményezte, melyben a klingonok a Föderáció ellenségei maradtak és hosszan tartó, véres háború tombolt a két fél között, melyben a Föderáció állt vesztésre. Jean-Luc Picard kapitány meggyőzte a hajó kapitányát, Rachel Garretet, hogy térjen vissza a múltba, még ha az a halálát is jelenti. Garret kapitány hajójával és legénységével végül visszatért, a hajó pedig "annak rendje-módja szerint" elpusztult a Romulánok támadásában. Ezt követően visszaállt az eredeti idővonal.

## Színre lépaz új nemzedék:NCC-1701-D
2364-ben indult hétéves küldetésére a Galaxy osztályú NCC-1701-D kódjelű Enterprise csillaghajó, Jean-Luc Picard kapitány parancsnoksága alatt. A hajó és legénysége hasonló történelmi küldetést mondhatott magáénak, mint Kirk kapitány legénysége és hajója. Az Enterprise-D és legénysége számos addig ismeretlen fajjal lépett kapcsolatba, ilyenek voltak Q és a Borg. A hajó 2371-ben pusztult el, miután egy ellenséges klingon hajó reaktorhasadást idézett elő a hajtóműben.

## ANemezisfelé:NCC-1701-E
A Sovereign osztályú NCC-1701-E kódjelű Enterprise 2372-ben állt szolgálatba, Picard kapitány parancsnoksága alatt, az előző Enterprise teljes főtiszti gárdájával. A hajó első komoly küldetése a Borg ellen vezette a legénységet, mikor a múltba visszatérve megakadályozták a Föld asszimilálását, és lehetővé tették, hogy az emberek kapcsolatot teremthessenek a Vulkániakkal. A következő nagy küldetés alkalmával az Enterprise-E legénysége fellázadt a Csillagflotta egy korrupt admirálisának parancsai ellen, s megvédték a békés Ba'Ku bolygó lakóit. A harmadik küldetés a Romulán Csillagbirodalomba vezetett, ahol az emberi származású Shinzon praetor (aki nem mellesleg Picard kapitány klónja volt) csapdába akarta csalni a hajót és legénységét, hogy Picardot elfoghassa. Az Enterprise súlyos sérüléseket szenvedett Shinzon hajója, a Scimitar ellen vívott nagy küzdelemben, de hála a Shinzon ellen szegülő romulánok közbeavatkozásának, győzelmet aratott. A küldetés közben a hajó másodtisztje (leendő elsőtisztje), Data hősiesen feláldozta magát az Enterprise legénységéért, amikor elpusztította a remán hajó fegyverét, a thalaron-sugárzót és vele együtt a hajót is. Ezt követően a tisztikar nagy részét átvezényelték, csak Picard kapitány, LaForge és Beverly Crusher maradt a hajón. Az Enterprise-E 2379-ben még aktív szolgálatot teljesített, mint a Csillagflotta zászlóshajója. Később a Star Trek: Protostar és a Star Trek: Picard sorozatok cselekményei és dialógusai alapján a hajó sérüléseket szenvedett, majd Worf közreműködése miatt feltehetően használhatatlan lett, mikor annak parancsnoka lett Picard után.

## A 25. század hajója:NCC-1701-F
Az Odyssey osztályú USS Enterprise NCC-1701-F kódjellel először a nem hivatalos Star Trek Online játékban tűnt fel, és csak azután vált hivatalos hajóvá, hogy a Star Trek: Picard sorozat harmadik évadában szerepeltették a 2400-as évek elején. Miután eredetileg nem hivatalos hajó volt számos nem hivatalos történetben szerepelt.

## Régi-új hajó:NCC-1701-G
Szintén a Star Trek: Picard harmadik évadában tűnt fel egy új hajótípus, a 23. század formavilágát idéző Új Constitution, vagy Constitution III osztályú USS Titan (NCC-80102-A), mely a William T. Riker által parancsnokolt Luna osztályú USS Titannak (NCC-80102) az utódhajója volt. A hajó kapitánya Liam Shaw, az elsőtisztje pedig Annika Hansen, azaz Hét Kilenced volt. Ebben az évadban egy Föderáció-ellenes összeesküvés főszereplőjévé vált a hajó, amivel szemben a fedélzeten tartózkodó Picard, Riker, Hansen, Shaw és az Enterprise-D több más korábbi tisztje is felvették a harcot. Miután sikerült az összeesküvést felszámolni, az évad végén utólagosan keresztelték át a hajót USS Enterprise-zá, NCC-1701-G regisztrációval, dacára, hogy valamivel régebbi és jóval kisebb típus az Enterprise-F-nél. A hajó parancsnoka pedig Hansen/Hét Kilenced lett, akit az azóta kapitánnyá vált Tuvok nevezett ki kapitánynak. Ezzel most először két aktív Enterprise csillaghajó is állományba került. Érdekesség, hogy a hajó egy nem hivatalos hajótípusból, a Shangri-La osztályból származik, a hajó létrejötte és átnevezésének körülményei viszont ellentmondásosak.

## A jövő védelmezője:NCC-1701-J
Szintén a Star Trek: Enterprise egyik epizódjában tűnik fel, egy lehetséges jövőben. Ebben a részben hogy meggyőzze Jonathan Archer kapitányt a jövő veszélyességéről, az időutazó ügynök Daniels a 26-ik századba teleportálta a kapitányt és önmagát, a USS Enterprise NCC-1701-J csillaghajó fedélzetére. A hajó éppen a Delphi Térséget létrehozó Gömbépítők interdimenzionális faja ellen harcolt Procyon V-nél, többek között a Klingonok és a Xindik segítségével. Bár a Gömbépítőket már a 22-ik században legyőzték a megváltoztatott múltban, aminek következtében így létrejöhetett a Föderáció, és az Enterprise-J a szövetséges hajókkal győzelmet arathatott a Procyon V-nél.

## Alternatív idővonal

### NCC-1701
A 2009-ben bemutatott Star Trek film kapcsán új idővonal indult el, ahol egy új körülmények közt létrejött Enterprise-zal és legénységgel lehetett találkozni. Ez a hajó az időtorzuláson át a múltba kerülő romulán Neroval kerül szembe, aki viszont elpusztítja a Vulcan bolygót, végül azonban a maga által zsákmányolt vulkáni fekete lyuk-technológia áldozatául esik. Később egy genetikailag felfejlesztett ember, az itteni idővonalon is feltűnő Khan Noonien Singh és a Föderáció egy renitens admirálisa, Alexander Marcus okoz konfliktusokat. A hajó ezután némi felújításon is átesik. A következő kaland során egy titokzatos, kezdetben ismeretlen eredetű fenyegetés veszélyezteti a föderációs Yorktown bázis biztonságát, a cselekmény során pedig az itteni Enterprise lényegében megsemmisül.

### NCC-1701-A
Az előző hajó vége után nem sokkal a Yorktown bázison készül el az újabb, fejlesztett USS Enterprise NCC-1701-A.